# Wattstax
Wattstax fue un festival de música que se celebró el 20 de agosto de 1972 en Los Ángeles (Estados Unidos) para conmemorar los disturbios de Watts de 1965.
El festival fue concebido como un «Woodstock afroamericano», participando cantantes de soul, funk y R&B del sello Stax y otros invitados, como el reverendo Jesse Jackson y el cómico Richard Pryor.
Todas las actuaciones tuvieron lugar en el Coliseo de los Ángeles y acudieron cerca de 112.000 personas.
Fueron 7 horas de espectáculo a cargo de artistas como The Staple Singers, The Emotions, The Bar-Kays, David Porter, Carla Thomas, Albert King, Rufus Thomas o Isaac Hayes.

## Artistas participantes

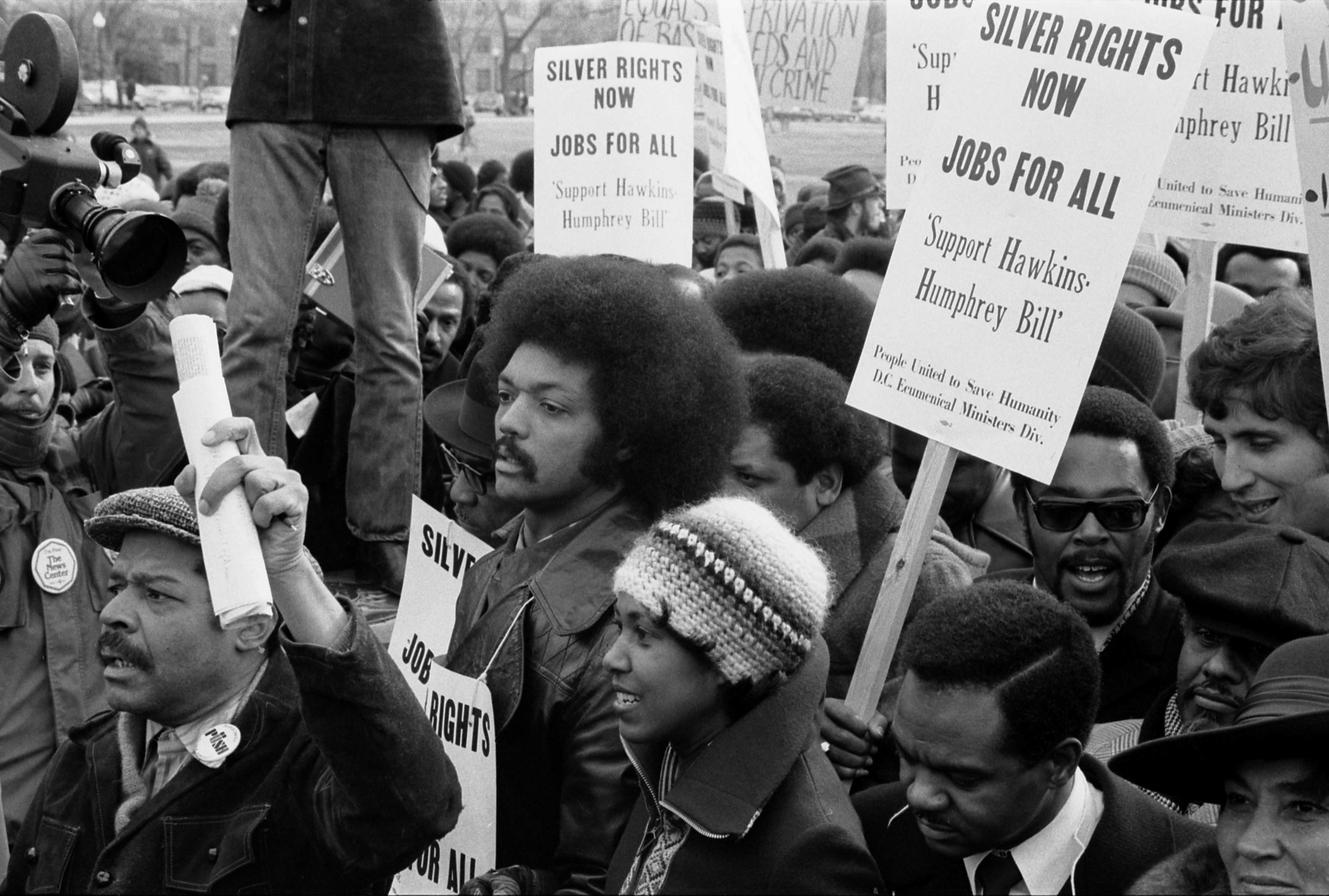
Jesse Jackson, quien participó en Wattstax, durante una manifestación en 1975.

- The Bar-Kays
- William Bell
- The Emotions
- Eddie Floyd
- The Golden 13
- Isaac Hayes
- Rev. Jesse Jackson
- Albert King
- Frederick Knight
- Mel & Tim
- Little Milton
- Little Sonny
- Deborah Manning
- Louisse McCord
- The Newcomers
- David Porter
- Richard Pryor
- The Rance Allen Group
- Lee Sain
- The Soul Children
- The Staple Singers
- Johnnie Taylor
- The Temprees
- Carla Thomas
- Rufus Thomas
- Dale Warren & The WattStax '72 Orchestra
- Kim Weston